# Christopher Mfuyi
Christopher Nzay Mfuyi  (* 3. Juli 1989 in Genf) ist ein kongolesisch-schweizerischer Fussballspieler, der auf der Position des Abwehrspielers spielt.

## Karriere

### Vereine
Christopher Mfuyi erhielt bei Servette FC Genève seinen ersten Profivertrag im Jahr 2007. Anschliessend wechselte er zu CS Chênois und FC Valenciennes, wo er aber nicht sonderlich erfolgreich war und sich nie durchsetzen konnte. Im Jahr 2012 kehrte er zu seinem Stammverein Servette FC Genève zurück.

### Nationalmannschaft
Mfuyi bestritt zwei Spiele für die Fußballnationalmannschaft der Demokratischen Republik Kongo.